# Les Playboys
Les Playboys ist eine französische Rockmusikgruppe der späten 1970er.

## Geschichte
Einige der Mitglieder begannen mit Punk-Rockmusik etwa ab 1976 unter dem Namen The Dentists. Ab 1979 traten sie unter Les Playboys auf und spielten hauptsächlich Garage Rock. Es entstanden fünf Alben und vier Maxisingles, die vom Stil her von Nino Ferrer und Jacques Dutronc inspiriert waren. Mit dem Album Anthologie erinnert die noch immer auch live auftretende Band an ihre früheren Erfolge.

## Diskografie
- 1979: Bootleg (LP, Rat Records)
- 1981: Loup Garou (EP, Jungle Media)
- 1982: Une heure que j'attends (EP, Jungle Media)
- 1984: AV Incorporated (LP, Playboys)
- 1987: Girl (LP, Stop It Baby Rec.)
- 1990: Encore (LP/CD, Hit Records)
- 1994: La Baie des Requins (CD, Dig Records)
- 1997: Instrumental party (EP, Fascination Records)
- 2004: Je revendique (EP, Fascination Records)
- 2008: Abracadabrantesque (CD, Teen Sound Records)
- 2011: Anthologie (LP/CD, Soundflat Records)
- 2012: Splash! (LP/CD, Soundflat Records)
- 2015: Le Problème (EP/33rpm, Ave the Sound)
- 2019: J'aime pas (EP, Ave the Sound)
- 2021: La baie des requins (LP, Dangerhouse)